# اریک (ربات)

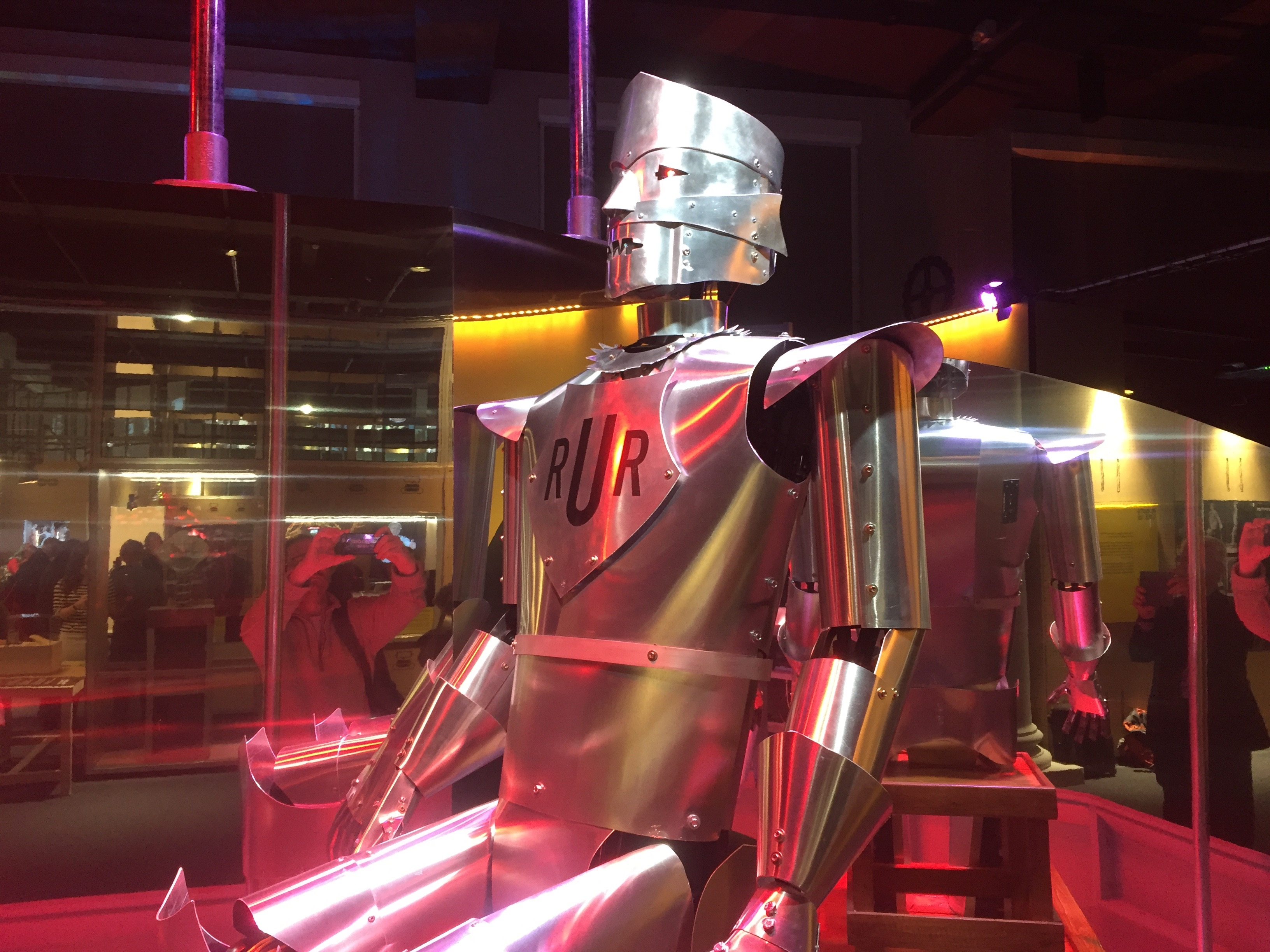
اریک بازسازی‌شده در سال ۲۰۱۷

اریک (انگلیسی: Eric) نخستین ربات بریتانیایی بود که در سال ۱۹۲۸ توسط کاپیتان ویلیام ریچاردز، کهنه‌سرباز جنگ جهانی اول، و آلن رفل، مهندس هواپیما، ساخته شد. پس از آن که نمایشگاه انجمن مهندسان نمونه در تالار باغبانی سلطنتی لندن از سوی جرج ششم (در آن زمان دوک یورک) لغو شد، و ریچاردز، که منشی نمایشگاه بود و از این موضوع خشمگین شده بود، پیشنهادی دریافت کرد که «مردی از حلبی بسازد» تا جای دوک را بگیرد، این ربات برای افتتاح این نمایشگاه در سال ۱۹۲۸ ساخته شد. در افتتاحیهٔ این رویداد، اریک بر روی پاهایش برخاست، تعظیم کرد و یک سخنرانی چهار دقیقه‌ای را برای افتتاحیه انجام داد.
این ربات توسط دو نفر رانده می‌شد، و صدای او به‌صورت زنده از طریق یک سیگنال رادیویی دریافت می‌شد. ریچاردز مدعی بود که این ربات تحت مجوز شرکت مارکونی کار می‌کند. هرچند که اریک قادر به نشستن و ایستادن بود، اما نمی‌توانست پاهای خود را برای راه رفتن تکان دهد. بر روی سینهٔ او حروف «RUR» حک شده بود که به یک سازندهٔ ربات در نمایشنامه‌ای با همین نام اثر کارل چاپک در سال ۱۹۲۰ اشاره داشت.
اریک پس از نخستین رونمایی، به یک تور در ایالات متحده برده شد و در سال ۱۹۲۹ خود را با نام «اریک ربات، مرد بدون روح» به مخاطبان خود در نیویورک معرفی کرد. نیویورک پرس او را با عنوان «مرد کامل» توصیف کرده‌است. مدتی پس از آن، اریک ناپدید شد. بن راسل، متصدی موزه علوم لندن، پس از تحقیق در مورد داستان اریک، به این نتیجه رسید که «هیچ‌کس به‌طور قطع نمی‌داند که چه اتفاقی برای او افتاده‌است، آیا او را منفجر کردند یا برای قطعات یدکی قطعه قطعه کردند.».
در سال ۲۰۱۶، موزهٔ علوم لندن از طریق یک کمپین کیک‌استارتر برای بازسازی اریک، با استفاده از محتوای آرشیوی از جمله عکس‌های اخبار مصور لندن، دست به جمع‌آوری سرمایه زد. اریک پس از آن به مجموعهٔ دائمی موزه اضافه شد و به‌عنوان بخشی از نمایشگاه ربات‌ها در سال ۲۰۱۷ به نمایش درآمد.

## جورج

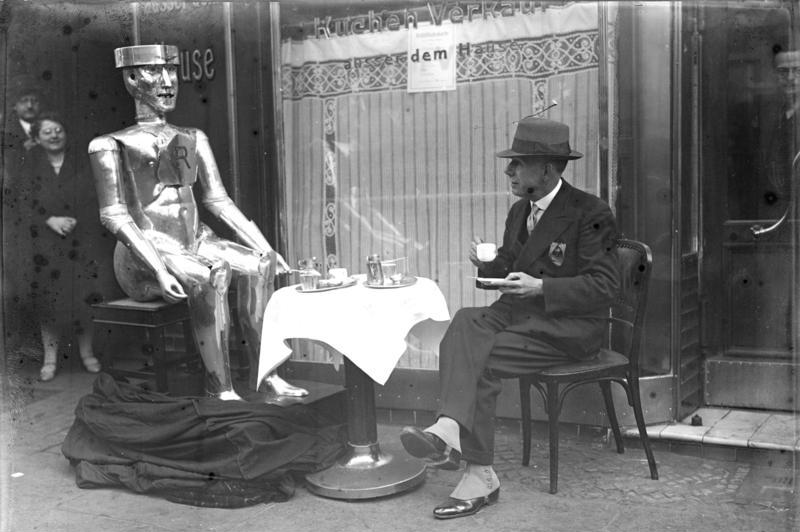
جورج، مدل بعدی اریک، با مخترعش ویلیام ریچاردز در سال ۱۹۳۰ در برلین در حال صرف صبحانه

در دههٔ ۱۹۳۰، ویلیام ریچاردز ربات مشابهی به نام «جورج» را ساخت که به سراسر جهان از جمله به آلمان و استرالیا سفر کرد. جورج می‌توانست به زبان‌های فرانسوی، آلمانی، هندوستانی، چینی و دانمارکی سخنرانی کند. ساخت او در مقایسه با هزینهٔ ۱۴۰ پوندی برای ساخت اریک، تقریباً ۲٬۰۰۰ پوند هزینه داشت و روزنامهٔ دی ایج او را به‌عنوان «آقای تحصیل‌کرده، در کنار برادر بی‌دست و پایش» توصیف کرد.